# 극락조자리 알파
극락조자리 알파(α Apodis, α Aps)는 극락조자리에서 가장 밝은 별로 겉보기 등급은 +3.825이다. 1603년 요한 바이어는 성표 우라노메트리아에 Apis Indica 별자리를 실었는데 여기에서 가장 밝은 별에 ‘알파’를 부여했다. 알파는 위도 –79°에 있는 주극성이다. 센타우루스자리 알파와 컴퍼스자리 알파를 가상의 선으로 이은 뒤 이를 천구 남극까지 연장하면 극락조자리 알파를 찾을 수 있다.
극락조자리 알파는 분광형 K2.5III의 거성으로 중심핵에 있던 수소를 모두 태우고 주계열성 단계로부터 벗어나 죽어가는 중에 있다. 알파는 태양 반경의 약 48배까지 부풀어 있으며 태양보다 약 980배 더 밝다. 알파의 광구 유효 온도는 약 4,256켈빈으로 오렌지색 빛이 나는 K형 항성이다. 시차 자료에 따르면 알파는 지구로부터 약 447광년 떨어져 있다. 동반천체가 있는지는 밝혀지지 않았다.

## 이름
극락조자리의 중국식 명칭은 ‘이작’(異雀, Yì Què, ‘이국적인 새’라는 의미임)이며 이 별자리를 구성하는 대표적인 항성으로는 극락조자리 알파, 제타, 요타, 베타, 감마, 델타, 델타1, 에타, 엡실론이 있다. 알파별의 명칭은 ‘이작팔’(異雀八, Yì Què bā, 이작의 여덟 번째 별)이다.